# Peñalolén
Peñalolén è un comune del Cile della provincia di Santiago. Si trova nella Regione Metropolitana di Santiago. Al censimento del 2002 possedeva una popolazione di 216.060 abitanti.

## Società

### Evoluzione demografica
| Censimento del 1992 | Censimento del 2002 |
| 179.781 ab.         | 216.060 ab.         |